# Пшеничный, Яков Герасимович
Яков Герасимович Пшеничный — советский хозяйственный, государственный и политический деятель.

## Биография
Родился в 1922 году в станице Калининской. Член КПСС.
Окончил Киевский электромеханический техникум и Ростовский государственный университет путей сообщения.
Участник Великой Отечественной войны в составе 900-го стрелкового полка
В 1967—1971 — председатель Армавирского горисполкома.
В 1971—1986 — начальник управления жилищно-коммунального хозяйства Краснодарского облисполкома.
Делегат XXIV съезда КПСС.
Жил в Краснодаре.

## Награды
- Орден Октябрьской Революции (15.04.1981)
- Орден Отечественной войны II степени(06.04.1985)
- Орден Трудового Красного Знамени (25.08.1971)
- Орден Знак Почёта (1966)